# Dolmen de la Casa Nova

El Dolmen de la Casa Nova, respecte del terme de Castellcir

El Dolmen de la Casa Nova o Verdeguer és un megàlit del neolític del terme municipal de Castellcir, (Moianès), inclòs a l'Inventari del Patrimoni Arqueològic i Paleontològic de Catalunya.
Està situat a migdia de la Casa Nova del Verdeguer, a llevant de la Casa del Guarda i al nord-est de la masia del Verdeguer.
És un megàlit del tipus de cambra simple, de mida força gran. Aquests tipus de sepulcres pertanyen a l'etapa entre l'Eneolític i el bronze inicial, entre el 2000 i el 1500 aC.
Prop del dolmen es trobà també un sepulcre de fossa d'1,30 per 0,70 metres, format per tres lloses de pedra sorrenca del país i sense llosa superior de cobertura.
Està orientat d'est a oest.  Les restes antropològiques associades estaven compostes per nombrosos ossos mal conservats i noranta dents, onze d'elles de nen. Anaven acompanyades de vuitanta-nou fragments informes de terrissa llisa de pasta vermellosa i negrosa amb desgreixant molt groller, un fragment de vora i una nansa de mugró d'un vas de petites dimensions, vint-i-dues peces de collaret (os, pecten i una de bronze) i un fragment de botó amb perforació en V.
Per la tipologia del monument i pels materials recuperats durant l'excavació se li atribuí una cronologia dins del calcolític.
Fou descobert i excavat per L.Sala, J.Surroca i R.Batista l'any 1960 i durant la visita realitzada el mes de desembre del 2016 amb motiu de la revisió de la Carta Arqueològica es va comprovar que el seu estat és el mateix que el de les revisions anteriors (1992).